# شبكة أخبار فوجي
شبكة أخبار فوجي (بالإنجليزية: Fuji News Network)‏ (FNN) هي شبكة تلفزيونية إخبارية في اليابان. تنشر الشبكة بواسطة شبكة تلفزيون فوجي.

## وصلات خارجية
- الموقع الرسمي
 (باليابانية)